# Wilhelm Morisse

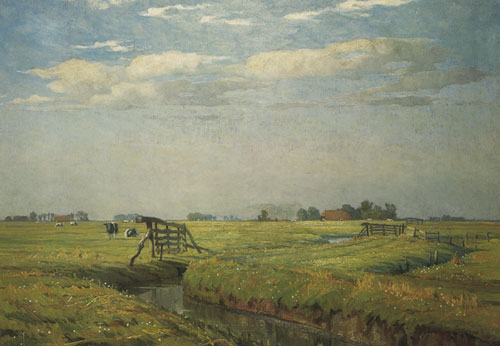
Marschlandschaft in Butjadingen

Ludwig Wilhelm Martin Morisse (* 16. Oktober 1870 in Brake (Unterweser); † 22. September 1936 in Oldenburg) war ein deutscher Maler und Kirchenrestaurator.

## Leben
Wilhelm Morisse war ein Sohn des Lehrers Gerhard Wilhelm Heinrich Morisse (1842–1904), und dessen Ehefrau Sophie Katharine Wilhelmine Morisse, geb. Ruschmann (1847–1935). Da der Vater, der eine Privatschule in Zwischenahn leitete, ein Studium an der Kunstakademie in Dresden nicht finanzieren konnte, wurde Wilhelm Morisse 1886 nach dem Abschluss der mittleren Reife zu einem Anstreicher in die Lehre gegeben. 1889 konnte er zu Professor  Hermann Schaper nach Hannover wechseln. Schaper hatte sich auf die Ausmalung öffentlicher und sakraler Bauwerke im historischen Stil spezialisiert und bildete Morisse auf diesem Gebiet aus, wobei auch Entwürfe für Glasfenster und Mosaiken zur Ausbildung gehörten. Ab 1895 arbeitete Morisse für vier Jahre im Malersaal des Hoftheaters in Oldenburg unter Wilhelm Mohrmann, danach erhielt er erneut eine Anstellung bei Schaper in Hannover, die er neun Jahre lang innehatte. 1904 kehrte Morisse, der inzwischen auch Studienreisen nach Italien, Belgien und Holland absolviert hatte und zwischenzeitlich auch in Ratzeburg, Schleswig, Lübeck, Mölln, Duderstadt und Blankenese tätig war, nach Oldenburg zurück. Hauptsächlich wurde er mit der Freilegung und Restaurierung vorreformatorischer Deckenmalereien beauftragt, so etwa in der Johanneskirche in Bad Zwischenahn, aber auch in Edewecht, in der Gertrudenkapelle in Oldenburg, in der Stadtkirche in Varel, in der Alexanderkirche Wildeshausen, Sengwarden und Tharau. Seine Arbeiten brachten ihm 1911 eine Silberne und 1912 eine Goldene Medaille für Wissenschaft und Kunst ein.
Neben diesen Restaurierungsarbeiten schuf Morisse auch eigene Zeichnungen und Gemälde. Er stellte regelmäßig im Oldenburger Kunstverein aus. Ab 1904 gehörte er dem Oldenburger Künstlerbund an, dessen Schriftführer er bis 1918 war. Ferner war er Mitglied der Vereinigung Nordwestdeutscher Künstler und des Deutschen Werkbundes.
Ab 1914 begleitete Wilhelm Morisse als Regimentsmaler das Oldenburgische Infanterie-Regiment Nr. 91. Als malender Kriegsberichterstatter gelangte er so während des Ersten Weltkriegs nach Ostpreußen, Galizien, Russland und Belgien. Nach dem Krieg wurde nach seinen Vorschlägen in dem freistehenden Glockenturm der St.-Ulrichs-Kirche in Rastede eine Gedenkhalle für die Gefallenen der Gemeinde eingerichtet. 
Mit seiner Frau Luise, geb. Pape, aus Bremen, die er 1917 geheiratet hatte, bereiste er 1924 und 1926 China, von wo er Aquarelle mit nach Deutschland brachte. Durch eine Lähmung war Morisse die letzten zehn Jahre seines Lebens auf einen Rollstuhl angewiesen. Morisse, der in der Zeit nach dem Ersten Weltkrieg, als für die Restaurierung von Kirchen kein Geld vorhanden war, nun hauptsächlich Landschaftsbilder malte, wurde Mitglied der NSDAP. Dennoch wurde später eine Straße in Rastede, seinem langjährigen Wohnort, nach ihm benannt. Wilhelm Morisse starb 1936 in einem Krankenhaus in Oldenburg und wurde auf dem dortigen Gertrudenfriedhof begraben.

## Werke in öffentlichem Besitz
Im Landesmuseum für Kunst und Kulturgeschichte in Oldenburg befindet sich Morisses Gemälde Marschlandschaft in Butjadingen aus der Zeit um 1924.